# تاکه‌نوشین ناکای

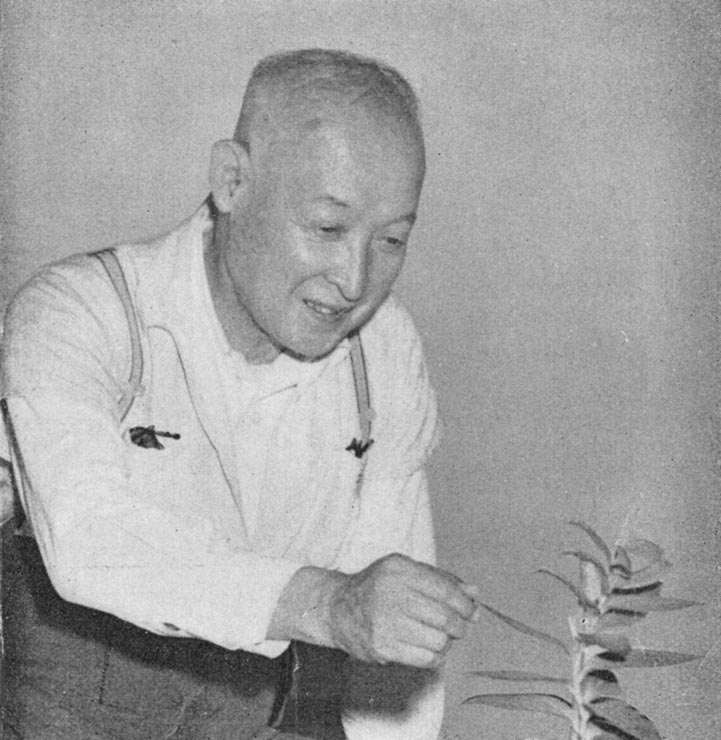
نگاره‌ای از تاکه‌نوشین ناکای، گیاه‌شناس ژاپنی - ۱۹۵۲

تاکه‌نوشین ناکای (به ژاپنی: 中井 猛之進)،(زاده ۲۷ نوامبر، ۱۸۸۲ - درگذشته ۶ دسامبر، ۱۹۵۲) گیاه‌شناس ژاپنی بود. او همچنین در سال‌های ۱۹۱۹ و ۱۹۳۰ مقالاتی در مورد گیاهان ژاپن و کره از جمله سرده سرخدار آلو منتشر کرد.